# Arizona Days (película de 1937)
Arizona Days es una película de 1937 dirigida por John English y protagonizada por Tex Ritter, Eleanor Stewart y Syd Saylor.

## Trama
Tex y su compañero "Grass" Hopper están emocionados por unirse a un programa de música itinerante. Cuando un grupo de vaqueros entra sin pagar, Tex se baja del escenario, saca una arma de 6 balas y levanta a la audiencia hasta que el gerente señale a los hombres que no pagaron la tarifa de admisión. Después de ver la forma en que Tex obtiene ingresos en las trampas, el comisionado del condado le ofrece a Tex un trabajo como recaudador de impuestos.

## Reparto
- Tex Ritter	... Tex Malinson
- Syd Saylor  ... Claude "Grass" Hopper
- William Faversham ... Profesor McGill
- Eleanor Stewart ... Marge Workman
- Forrest Taylor ... Harry Price
- Snub Pollard  ... Cookie
- Tommy Bupp 	... Billy Workman
- Glenn Strange ... Henchman Pete
- Budd Buster	... Sheriff Ed Higginbotham
- Salty Holmes... Cantante de armónica

## Canciones
High, Wide and Handsome 

Escrita por Tex Ritter y Ted Choate 

Cantada por Tex Ritter 
Tombstone, Arizona 

Escrita por Tex Ritter and Jack C. Smith 

Cantada por Tex Ritter
Arizona Days 

Escrita por Tex Ritter and Jack C. Smith 

Cantada por Tex Ritter
If Love Were Mine 

Escrita por Frank Sanucci 

Cantada por Tex Ritter